# Aspilota vindex
Aspilota vindex är en stekelart som beskrevs av Sergey A. Belokobylskij 2007. Aspilota vindex ingår i släktet Aspilota och familjen bracksteklar. Inga underarter finns listade.